# North Pest Vipers 2007
Questa voce raccoglie le informazioni riguardanti i North Pest Vipers nelle competizioni ufficiali della stagione 2007.

## Divízió II 2007

### Stagione regolare

#### Prima fase
| Pécs 29 aprile 2007 3ª giornata | Pécs Gringos | 12 – 53 (0-8 0-18 6-6 6-21) | North Pest Vipers | PMFC stadion |

| Budapest 12 maggio 2007 4ª giornata | North Pest Vipers | 32 – 14 | Zala Predators | MAC pálya (140 spett.) |

#### Seconda fase
| Budapest 23 giugno 2007 Turno 3 | North Pest Vipers | 6 – 0 (6-0 0-0 0-0 0-0) | Nyíregyháza Tigers | REAC pálya (200 spett.) |

| Budapest 7 luglio 2007 Turno 5 | Budapest Cowboys | 45 – 0 (13-0 6-0 13-0 13-0) | North Pest Vipers | Margitszigeti Atlétikai Centrum (1300 spett.) |

## Statistiche di squadra
| Competizione      | %Vittorie | In casa | In casa | In casa | In casa | In casa | In casa | In trasferta | In trasferta | In trasferta | In trasferta | In trasferta | In trasferta | Totale | Totale | Totale | Totale | Totale | Totale |
| Competizione      | %Vittorie | G       | V       | N       | P       | Pf      | Ps      | G            | V            | N            | P            | Pf           | Ps           | G      | V      | N      | P      | Pf     | Ps     |
| ----------------- | --------- | ------- | ------- | ------- | ------- | ------- | ------- | ------------ | ------------ | ------------ | ------------ | ------------ | ------------ | ------ | ------ | ------ | ------ | ------ | ------ |
| Stagione regolare | .750      | 2       | 2       | 0       | 0       | 38      | 14      | 2            | 1            | 0            | 1            | 53           | 57           | 4      | 3      | 0      | 1      | 91     | 71     |
| Totale            | .750      | 2       | 2       | 0       | 0       | 38      | 14      | 2            | 1            | 0            | 1            | 53           | 57           | 4      | 3      | 0      | 1      | 91     | 71     |